# Stéphan Caron
Stéphan Caron, gelegentlich auch Stéphane Caron (* 1. Juli 1966 in Rouen, Département Seine-Maritime) ist ein ehemaliger französischer Schwimmer.

## Werdegang
Seinen sportlich wohl größten Erfolg feierte Stéphan Caron 1985, als er in Sofia Europameister über 100 m Freistil wurde. Im darauffolgenden Jahr gewann er bei den Weltmeisterschaften in Madrid über die gleiche Distanz Silber, ebenso wie bei den Europameisterschaften 1987 in Straßburg. 1989 blieb er in Bonn zwar ohne Einzelmedaille, holte aber mit der französischen 4 × 100-m-Freistil- und Lagenstaffel jeweils Silber.
Bei den Olympischen Spielen 1988 in Seoul und 1992 in Barcelona gewann Caron über seine Paradestrecke zweimal Bronze, mit der 4 × 100-m-Freistilstaffel verpasste er hingegen auf Platz vier jeweils knapp einen Medaillenrang. Bereits 1984 hatte er an den Olympischen Sommerspielen von Los Angeles teilgenommen und im Finale über 100 m Freistil den 6. Platz belegt.
Stéphan Caron errang in seiner Karriere bei nationalen Meisterschaften 33 Titel und beendete 1992 nach Barcelona seine sportliche Laufbahn.